# Star Wars: Empire at War
Star Wars: Empire at War (рус. «Звёздные Войны: Империя в Войне») — стратегическая компьютерная игра, по оригинальной трилогии Звёздных войн (IV—VI эпизоды), имеющая два основных режима: режим кампании и Galactic Conquest. В режиме кампании представляет собой классическую сюжетную RTS, а в режиме Galactic Conquest — глобальную стратегию с тактическим сражениями в реальном времени. Также игра имеет дополнение Star Wars: Empire at War: Forces of Corruption.

## Сюжет
Как и её идеологическая предшественница — Star Wars: Rebellion, Star Wars: Empire at War повествует о гражданской войне в Империи, между повстанцами и Империей. Сюжет повествует о действиях между 3-м и концом 4-го эпизода. В игре 2 кампании, за Альянс повстанцев (13 миссий), и за Империю (12 миссий).

## Игровой процесс

### Режим Galactic Conquest (Завоевание Галактики)

Стратегическая Карта режима Galactic Conquest

#### Стратегическая часть
В этом режиме игра представляет собой глобальную стратегию и строительство всех крупных построек, флота и войск ведётся на стратегической карте — карте галактики. При игре за Империю игрок может вести научные исследования и создавать новые технологии, новые корабли и новые виды вооружений, для чего требуется разместить научный центр. При этом технологии делятся на несколько технологических уровней. Необычным для стратегической игры является то, что повстанцы не разрабатывают собственных технологий, а похищают их у имперцев и любая разработанная Империей технология становится известной повстанцам. Планеты на стратегической карте обладают бонусами, причём одна и та же планета может иметь альтернативные бонусы как для имперцев, так и для повстанцев.

#### Тактическая часть

##### Космос
Тактические бои, подразделяются на космические и планетарные, и ведутся в режиме реального времени.
Несмотря на то, что игра выполнена в 3D, сражения в космосе ведутся в одной плоскости используя стандартный для таких стратегических игр «туман войны», пропадающий в режиме «кинематографической камеры». В космических боях присутствует ограниченное количество кораблей, и новые корабли вызываются как подкрепление.
Обороняющаяся сторона помимо боевой станции может иметь вспомогательные радары и батареи, расположенные на планетах. Корабли делятся на классы истребителей, бомбардировщиков, корветов, фрегатов и «крупных кораблей», каждый из которых предназначен для решения разных задач (разница между типами кораблей заключена и в цене: эскадрилья истребителей или бомбардировщиков стоят всего 1 очко, корвет — 2, крейсер — 3, крупный корабль — 4, в то время как на размещение флота у игрока есть всего 20 (Империя) или 25 (повстанцы) очков численности. Крупные и средние корабли имеют разные зоны поражения: орудия, двигатель, генератор щита, броня и ангар. Истребители и бомберы (так зовут бомбардировщики в терминологии Звёздных войн) не имеют отдельных зон поражения и выпускаются как крупными кораблями так и боевой станцией. Не имеют зон поражения также и транспортные корабли, уничтожение которых может уничтожить десант. Отдельные зоны поражения имеет так же и боевая станция. Корабли вооружены различными типами вооружения: лазеры, ионные орудия, ракеты и протонные торпеды, каждое из которых имеет свою специализацию.
Все корабли имеют одну или две спец-способности, которые можно повторно задействовать по истечении некоторого времени. Примером такой способности является неуязвимый щит у «Сокола Тысячелетия». «Звезда Смерти» не участвует непосредственно в сражениях и не может вести стрельбу по кораблям, но может по истечении определённого времени выйти на боевую позицию и уничтожить планету. Для уничтожения «Звезды Смерти» требуется участие в битве Красного Звена, в составе которого входит Люк Скайуокер (Красный-5).
В разных частях карты разбросаны астероиды, поддающиеся застройке добывающими станциями.

##### Планета
Постройки, построенные на стратегической карте отражаются на тактической, помимо них присутствуют платформы для строительства мелких построек, на тактической карте. К мелким постройкам относятся: турели, радары, медпункты и пункты починки бронетехники, построенные мелкие постройки после победы не исчезают, и могут принять участие в следующей битве. Не все постройки на тактической карте принадлежат стороне, которой принадлежит планета, на карте так же присутствуют нейтральные постройки, захват которых даёт некоторые бонусы, и после конца сражения они вновь становятся нейтральными. На многих планет присутствуют местные жители, встающие на сторону Империи или повстанцев. Жилища, принадлежащие местным жителям, производят время от времени по одному отряду, постройка отрядов может быть прекращена разрушением жилищ.
При атаке планеты атакующий получает одну предопределенную точку высадки, из нескольких, в которую он может высаживать десант в ограниченном количестве. Для увеличения количества десанта требуется захват других точек посадки (небольшое увеличение количества десанта даёт также и захват платформ для мелких построек). Захват платформ и других точек посадки производится только пехотой. Атакующая сторона может высаживать десант, либо пока он не кончится, либо пока не потеряет все точки высадки, при наличии соответствующих кораблей, может производиться орбитальная бомбардировка. Обороняющаяся сторона помимо отрядов, построенных на стратегической карте, может иметь постройки производящие время от времени по отряду пехоты, бронетехники или авиации, а также постройки дающие щит от орбитальной бомбардировки. И те и другие постройки, принадлежащие обороняющейся стороне, строятся на стратегической карте, и могут быть разрушены атакующей стороной во время боя.

### Режим Кампании
В этом режиме игра представляет собой классическую RTS, и строительство крупных объектов ведётся локально на тактической карте. При этом возможность получения той или иной технологии ограничена сюжетом.

### Герои и Агенты
В сражениях могут участвовать различные герои Звёздных Войн. Некоторые из них способны участвовать только в космических сражениях, как адмирал Джиал Акбар или будущий адмирал Фирмус Пиетт, а другие только в наземных как император Палпатин. А другие как Дарт Вейдер, Боба Фетт, Хан Соло и Чубакка и в тех, и в других. Есть также и герои наподобие Мон Мотмы и гранд-моффа Уилхаффа Таркина, не участвующие в сражениях, а лишь дающие бонусы, в том числе и в сражениях. Если Мон Мотма во время сражения находится в постройке и даёт бонусы, то R2-D2 и C-3PO способны активно двигаться по полю боя, захватывать постройки и использовать спец-способности, но при этом не способны стрелять. Оби-Ван Кеноби, Дарт Вейдер и Палпатин в наземных сражениях воюют световым мечом и активно пользуются Силой. Однако Люк Скайуокер присутствует только в качестве пилота (в том числе и в планетарных битвах), а Силу он применяет лишь для уничтожения «Звезды Смерти». Однако, в дополнении Forces of Corruption, Люка отделяют от Красного звена и он становится джедаем, одетым в униформу и вооружённым световым мечом VI эпизода. Хан Соло и Чубакка способны не вступая в космическую битву, пролетев сквозь имперские посты, поднять восстание. Каждый из героев имеет пару специальных способностей, которые могут быть задействованы повторно по истечении некоторого времени.
Помимо героев, присутствуют также и вспомогательные безымянные персонажи, нанимаемые игроком и именуемые охотниками за головами, контрабандистами, агентами и так далее.

## Дополнение
У игры существует дополнение «Forces of Corruption», добавляющей третью сторону в игре — Синдикат Занна. Эта фракция может подкупать вражеские войска, красть финансы у других фракций, насылать коррупцию, делать некоторые корабли и планетарные войска невидимыми, тормозить производство вражеских войск и покупать войска и улучшения на чёрном рынке. В дополнении также добавлено несколько новых планет, каждая из которых имеет свои бонусы: Мандалор, Хайпори, Хоногр, Мау (регион чёрных дыр), Фелуция, Мустафар, Камино, Утапау, Салейками и Миркр. Империя и Альянс также получают серию новых войск. Новые герои — Синдикат Занна: Тайбер Занн, Ураи Фен, Босск, Силри, IG-88; Империя: гранд-адмирал Траун, Ром Мохк; Повстанцы: Гарм Бел Иблис, Разбойный Эскадрон, Люк Скайуокер, Йода.

## Отзывы
| Сводный рейтинг | Сводный рейтинг |
| Агрегатор       | Оценка          |
| --------------- | --------------- |
| GameRankings    | 78,79 %         |